# H-IIB

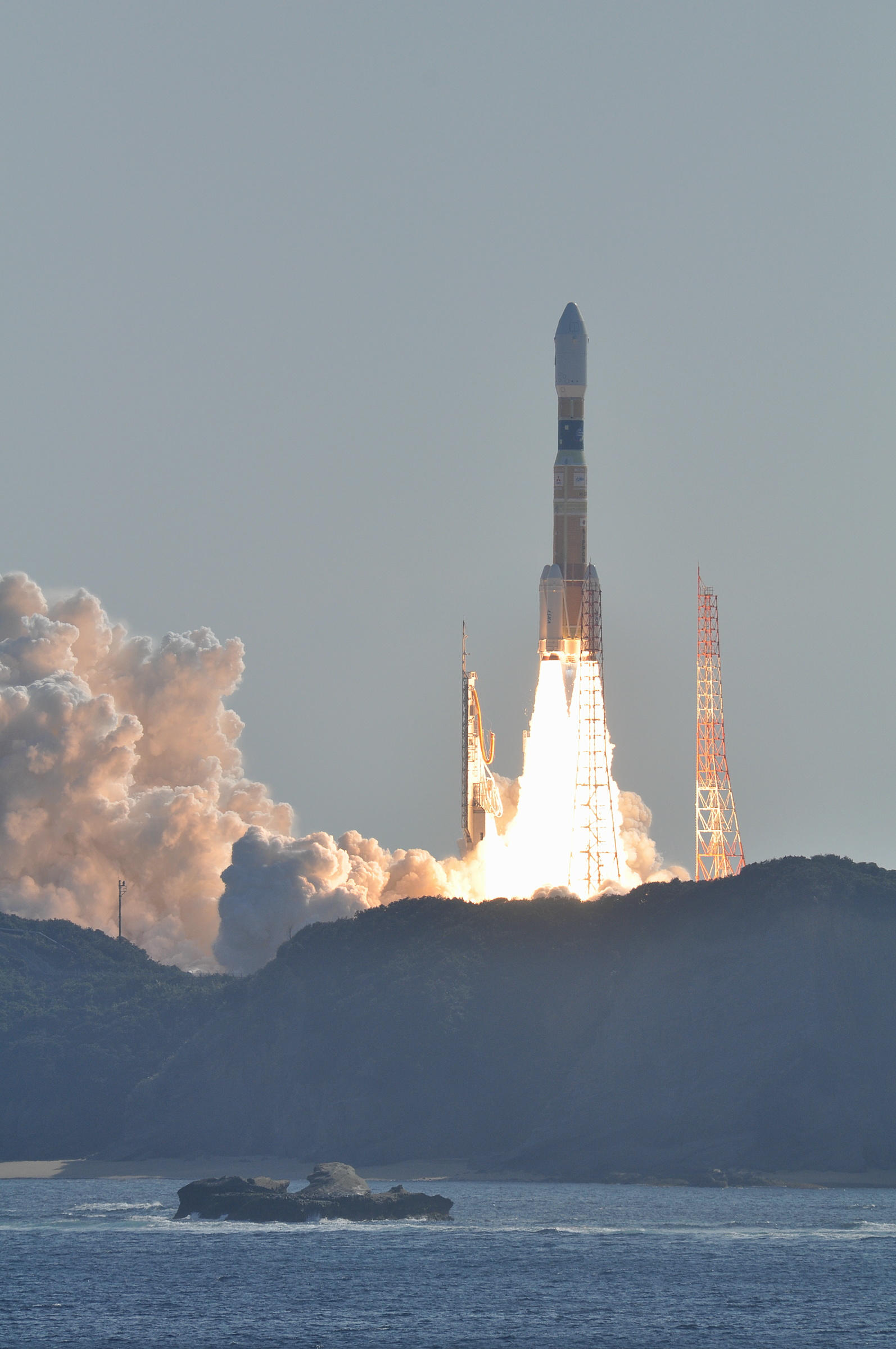
H-IIB

H-IIB (H2B) este o familie de rachete cu combustibil lichid, care vor fi folosite pentru a lansa încărcături pe orbită geostaționară. Constructorul este Mitsubishi Heavy Industries (MHI), iar beneficiarul este Japan Aerospace Exploration Agency (JAXA). 
Prima rachetă a fost lansată cu succes pe data de 11 septembrie 2009.
Va înlocui modelul H-IIA.